# Batalla de Quilacoya
La batalla de Quilacoya sucedió el 6 de abril de 1599 en Quilacoya (Hualqui), como parte de la Guerra de Arauco, que enfrentaba a españoles y mapuches.
La muerte del gobernador Martín García Óñez de Loyola en manos de los mapuches enfureció al virrey del Perú, Luis de Velasco y Castilla, quien recibía censuras de España y no podía entender como un grupo de aborígenes habían matado a dos gobernadores ya (Pedro de Valdivia había sido el primero).
Mientras, el cacique Pelantaro, con una fuerza de más de mil hombres, marchaba en dirección a Concepción del Nuevo Extremo para destruirla, y que corriese la misma suerte que tuvo en la batalla de Curalaba.
Pero, de repente, Pedro de Vizcarra junto con una columna de soldados a su mando, atacó sorpresivamente en Quilacoya, junto al río Biobío. A pesar de que los superaban en número, los mapuches fueron duramente derrotados.